# Udaipur (Chhattisgarh)
Pour les articles homonymes, voir Udaipur.
Udaipur était un État princier des Indes, qui malgré son homonymie, ne doit pas être confondu avec l'autre État princier d'Udaipur (ou Mewar) qui se situait dans l'État du Rajasthan.

## Historique
Cette principauté, fondée en 1818, qui fut intégrée dans l'État du Madhya-Pradesh, aujourd'hui, État de Chhattisgarh, se maintint jusqu'en 1948. Elle était dirigée par des souverains qui portaient le titre de radjah.

## Liste des radjahs d'Udaipur
- 1818-1852 Kalyan Singh Deo
- 1857-1858 Dhiraj Singh Deo
- 1858-1859 Sheoraj Singh Deo
- 1860-1876 Lal Bindeshwari Prasad Singh Deo
- 1876-1900 Dharmajit Singh Deo
- 1900-1926 Chandra Shekhar Prasad Singh Deo
- 1926-1948 Chandra Chur Prasad Singh Deo, né en 1923